# آرچی هان
آرچی هان (به انگلیسی: Archie Hahn) ‏ (۱۸۸۰-۱۹۵۵) ورزشکار مرد رشتهٔ دو و میدانی اهل کشور ایالات متحده آمریکا است. وی در بین سال‌های ‎۱۹۰۴ میلادی در مسابقات بازی‌های المپیک تابستانی در مجموع ۳ مدال طلا را کسب کرد.